# Langtang Lirung
El Langtang Lirung (en nepalí: लाङटाङ लिरुङ) es el pico más alto de la región de Langtang Himal, subcordillera del Himalaya nepalí, al suroeste del ochomil Shisha Pangma.

## Ubicación
La región de Langtang Himal forma la parte occidental de un complejo de montañas que incluye también al Jugal Himal, hogar del Shisha Pangma. Este complejo yace entre el valle de Sun Kosi en el oriente y el valle de Trisuli Gandaki al poniente. El Langtang Lirung yace cerca de Trisuli Gandaki, y al norte del río Langtang Khola.

## Características notables
A pesar de que no es lo suficientemente alto para el estándar de los principales picos del Himalaya, el Langtang Lirung es notable por su  gran relieve vertical sobre el terreno local. Por ejemplo, se eleva por encima de los 5500 metros sobre el valle Trisuli Gandaki hacia el poniente, en tan solo 16 km. Tiene una gran cara Sur que resistió a los intentos de escalada por mucho tiempo. Se encuentra en el lugar 99 de la lista de las 100 montañas más altas del mundo.

## Historial de ascensos

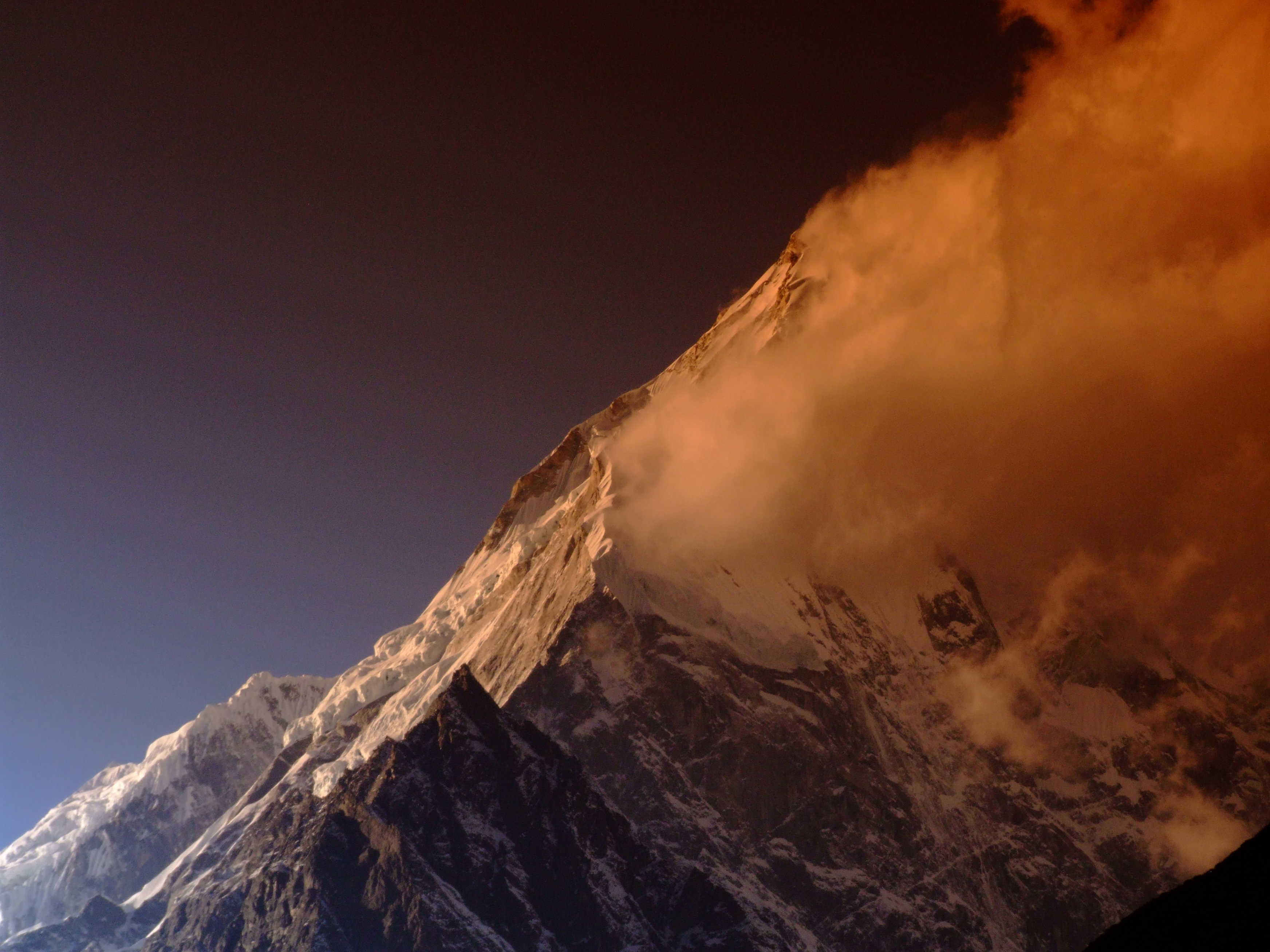
Langtang Lirung

El pico fue estudiado por Bill Tilman y P. Lloyd, en 1949. Se hicieron varios intentos por escalarlo por la vía de la arista Este en la década de 1960, pero ninguno se acercó a la cumbre.
En 1978, Seisho Wada y Pemba Tsering, de una expedición japonesa-sherpa, tuvieron éxito en alcanzar la cima, también por la vía de la ruta de la arista Este. Hicieron 4 campamentos.
El 3 de enero de 1988, los polacos Mikołaj Czyżewski, Kazimierz Kiszka y Adam Potoczek hicieron la primera ascensión invernal. 
De acuerdo al Himalayan Index, ha habido 14 ascensiones al Langtang Lirung (en 1978, 1980, 1981, 1982, 1986, 1988, 1989, 1992, 1994, y 1995), la mayoría por las rutas de las aristas Sureste y Sudoeste; y 13 intentos fallidos en el pico.
El 9 de noviembre de 2009, el montañista esloveno Tomaž Humar, quien se encontraba escalando en solitario (en una expedición que inició el 5 de octubre) por la vía de la cara Sur, sufrió un accidente mientras descendía. Las fuentes indican que quedó varado en la montaña a una altura aproximada de 6300 m con una pierna rota (otras fuentes también indican que se rompió las costillas y se lastimó la columna vertebral.) Su único contacto con el personal en el campamento base por teléfono satelital fue el día del accidente, y parecía estar en condición crítica. El equipo de rescate encontró su cuerpo el 14 de noviembre a una altitud de 5600 m. Posiblemente perdió la vida el día 9 o 10 de noviembre.
El 25 de abril de 2015, un enorme terremoto de magnitud 7,8 en Nepal provocó un deslizamiento de tierra en Langtang Lirung, por lo que la ruta hacia la montaña no se abrió hasta después de 2017, cuando los aldeanos construyeron un camino completamente nuevo.